# Roman Węgrzyn
Roman Węgrzyn (ur. 27 lipca 1928 we Lwowie) – polski śpiewak operowy i operetkowy, tenor.

## Edukacja
W czasie okupacji niemieckiej w 1943 roku rozpoczyna prywatnie naukę śpiewu u profesor Tamary Krówczyńskiej we Lwowie. Po wojnie przybywa w 1945 roku do Wrocławia gdzie kontynuuje w dalszym ciągu naukę w Średniej i Wyższej Szkole Muzycznej. Równocześnie studiuje na Politechnice Wrocławskiej i uzyskuje tytuł magistra inżyniera nauk technicznych. W 1951 roku przybywa do Krakowa, gdzie spotyka tenora Anatola Wrońskiego, ucznia słynnego włoskiego śpiewaka Giuseppe Anzelmiego. Kilkuletnia praca z profesorem owocuje wreszcie wymarzonym włoskim „belcantem”.

## Operetka
W latach 1953–1960 jest czołowym amantem w krakowskiej operetce debiutując w partii Księcia Sou Czonga w operetce „Kraina uśmiechu” Franza Lehára. Na scenie stworzył kilka znakomitych kreacji wokalnych:
- Książę Sou Czong w „Krainie uśmiechu”
- Kamil w „Wesołej wdówce”
- Mister X w „Księżniczce cyrkówce”
- Książę Urbino w „Nocy w Wenecji”
- Koltay w „Wiktorii i jej huzarze”
- Schubert w „Domku trzech dziewcząt”
- Eisenstein w „Zemście nietoperza”
- Juan Domingo w „Clivii”
- Edwin w „Księżniczce czardasza”

W tym okresie łącznie śpiewał w ponad 800 spektaklach operetkowych.

## Opera

### Kraków
Od debiutu w partii Jontka w „Halce” 1960 roku, Roman Węgrzyn zaczyna wycofywać się z operetki w kierunku opery. W 1961 z powodzeniem wykonuje partię Alfreda w „Traviacie”, a od 1962 roku pracuje tylko w operze rezygnując z pracy w operetce. Na krakowskiej scenie operowej, na której pozostał do 1966 roku z ogromnym powodzeniem wykonywał partie:
- Jontka w „Halce”
- Alfreda w „Traviacie”
- Geralda w „Lakmé”
- Rinuccia w „Gianni Schicchi”
- Cavaradossiego w „Tosce”
- Starego Króla w „Hagith”
- Don Jose w „Carmen”
- Hermana w „Damie pikowej”.

### Poznań
W 1966 roku został zaangażowany przez Roberta Satanowskiego do Poznania i jako solista pozostał tam przez dwa sezony. W poznańskim okresie, śpiewał między innymi Wagnerowskiego „Tannhäusera”, który stał się jedną z najświetniejszych partii w jego dorobku scenicznym. Na scenie poznańskiej śpiewał Jontka, Siergieja w „Katarzynie Izmajłowej” Szostakowicza, Pinkertona, Cavaradossiego i Hermana w „Damie pikowej” Czajkowskiego. Poznańskie sukcesy w Tannhäuserze doprowadziły do występów w RFN w Bonn, Solingen i Karlsruhe w partii „Tannhäusera”. Tylko w 1968 w RFN Roman Węgrzyn wykonał prawie 40 spektakli „Tannhäusera”.

### Warszawa
W 1969 roku rozpoczyna się okres pracy artysty w Teatrze Wielkim w Warszawie. Zadebiutował interpretacją partii „Otella” w operze Verdiego. Za tę rolę zdobył entuzjastyczne recenzje. Swój repertuar rozszerzył o następujące opery:
- „Don Carlos” Giuseppe Verdiego
- „Bal maskowy” Giuseppe Verdiego
- „Diabły z Loudun” Krzysztofa Pendereckiego
- „Edyp” George Enescu
- „Wozzeck” Albana Berga
- „Holender tułacz” Richarda Wagnera
- „Turandot” Giacomo Pucciniego
- „Fidelio” Ludwiga van Beethovena
- „Aida” Giuseppe Verdiego
- „Czarna maska” Krzysztofa Pendereckiego
- „Salome” Richarda Straussa.

W sumie w repertuarze artysty znajdują się 43 partie operowe. W Teatrze Wielkim w Warszawie przez 25 sezonów wykonał ponad 600 przedstawień operowych.

## Praca pedagogiczna
Od 1978 roku artysta prowadzi również intensywną działalność pedagogiczną. Ponad 20 lat pracy w Akademii Muzycznej im.Fr. Chopina w Warszawie i ponad 12 lat w szkołach muzycznych II stopnia. Do jego wychowanków należą tenorzy Adam Zdunikowski i Tadeusz Szlenkier, barytony Ryszard Cieśla, Zenon Kowalski i Witold Żołądkiewicz oraz bas Jacek Janiszewski.

## Współpraca artystyczna
Współpracował z dyrygentami: Zygmunt Latoszewski, Jerzy Semkow, Jan Krenz, Bogusław Madey, Kazimierz Kord, Antoni Wicherek, i reżyserami: Aleksander Bardini, Kazimierz Dejmek, Maria Fołtyn, Lew Michajłow - główny reżyser Teatru Muzycznego im. Stanisławskiego i Niemirowicza-Danczenki w Moskwie, Laco Adamik i inni.

## Ordery i odznaczenia
Roman Węgrzyn otrzymał między innymi następujące ordery i odznaczenia:
- 1979 – Złoty Krzyż Zasługi,
- Medal 40-lecia Polski Ludowej
- Odznaka Zasłużony Działacz Kultury
- 1986 – Krzyż Kawalerski Orderu Odrodzenia Polski,
- 2016 – Złoty Medal „Zasłużony Kulturze Gloria Artis”.